# Universidade de Toronto
A Universidade de Toronto (em inglês: University of Toronto, comumente abreviado como U of T) é uma universidade pública em Toronto, Ontário, Canadá, situado ao norte do Financial District, nas áreas que circundam o Queen's Park. A universidade foi fundada por carta real em 1827, com o nome de King's College, a primeira instituição de ensino superior no Canadá Superior. Controlada originalmente pela Igreja da Inglaterra, a universidade adquiriu seu nome atual em 1850, quando tornou-se uma instituição secular. Como uma universidade descentralizada, a Universidade de Toronto consiste de doze faculdades que possuem características e histórias diferentes, cada uma possuindo autonomia substancial. A universidade opera 16 faculdades acadêmicas, dez hospitais de aprendizado, e vários institutos de pesquisa.
Academicamente, a Universidade de Toronto é notável por movimentos influenciais e currículo em criticismo literário e teoria de comunicação, chamados coletivamente como o Toronto School. A insulina e células-tronco foram descobertas na universidade, bem como o primeiro microscópio eletrônico prático, o desenvolvimento de tecnologia multi-touch, e a identificação de Cygnus X-1 como um buraco negro.
A Universidade de Toronto é a universidade canadense que mais recebe fundos para pesquisa no país. O Varsity Blues é um grupo de equipes atléticas em diversos esportes que representam a universidade em ligas esportivas universitárias, especialmente o futebol gridiron e hóquei no gelo. O Hart House foi um dos primeiros centros estudantis da América do Norte, servindo interesses culturais, intelectuais e recreacionais dentro de seu complexo gótico.
A Universidade de Toronto foi considerado pela revista canadense Maclean's como sendo a melhor universidade médica-doutoral no país entre 1994 e 2005, e foi considerado a 24a melhor universidade pela Academic Ranking of World Universities, 18a pelo ranking global da Newsweek, e 41a pelo ranking da Times Higher Education.

## História

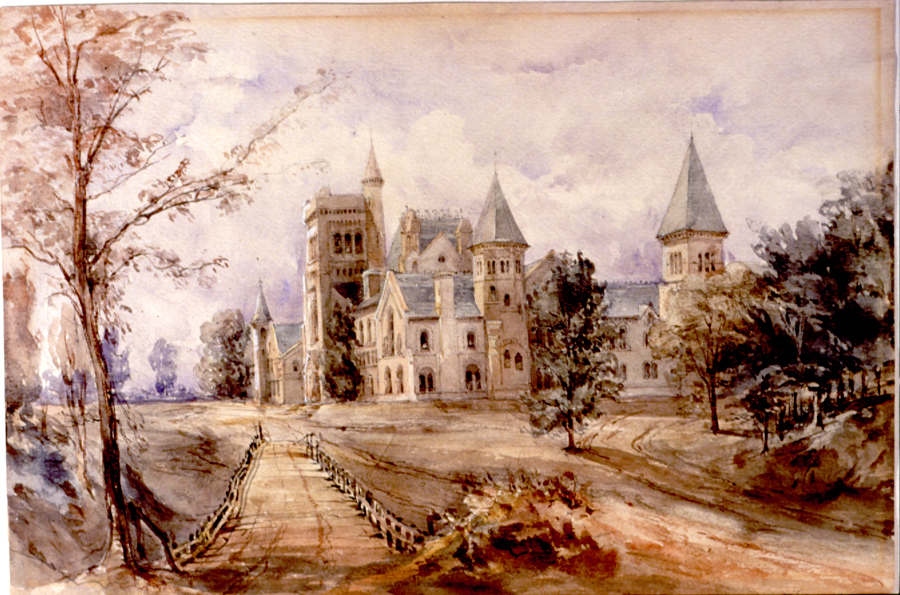
Uma pintura de Byron Edmund Walker do University College, em 1859.

A criação de uma faculdade no Canadá colonial foi o objetivo de John Graves Simcoe, o primeiro Tenente-Governador do Canadá Superior. Como um comandante militar educado na Universidade de Oxford, Simcoe acreditava que uma faculdade era necessária para conter a expansão republicanista americana na América do Norte. O Comitê Executivo do Canadá Superior recomendou em 1798 que um colégio fosse estabelecido em York (atual Toronto), a capital colonial.
Em 15 de março de 1827, um decreto real foi formalmente escrito pelo Rei Jorge IV, proclamando que "desde este momento uma Faculdade, com o estilo e privilégio de uma Universidade (...) para a educação dos jovens sobre princípios da religião cristã, e para sua instrução nos vários ramos da Ciência e Literatura (...) para continuar para sempre, a ser chamada de King's College". A criação da carta foi primariamente o resultado de intensa pressão por John Strachan, um bispo influencial da Igreja Anglicana, que assumiu o posto como o primeiro presidente da faculdade. A estrutura original, de arquitetura neogrega, foi construída na localização atual do Queen's Park.
Sob a direção de Strachan, King's College foi uma instituição religiosa, alinhada com a Igreja da Inglaterra e a elite colonial britânica, conhecida como o Family Compact. Políticos reformistas opunham o controle clérgico sobre instituições coloniais, e lutaram para fazer com que a faculdade fosse secularizada. Em 1849, após um longo e controverso debate, o recém elegido governo responsável do Canadá Superior votou a favor da secularização, cortando todos os laços da faculdade com a igreja, e mudou o nome da instituição de King's College para Universidade de Toronto. Tendo antecipado esta decisão, Strachan, enfurecido, havia renunciado o seu posto no ano anterior, inaugurando a Trintiy College, um seminário anglicano privado. O University College foi criado como o ramo sem denominação educativo da Universidade de Toronto. Durante a Guerra Civil Americana, a ameaça de um bloqueio nas colônias britânicas na América do Norte fez com que a universidade criasse a University Rifle Corps, um corpo militar que lutaria na Fenian Raids na região do Niágara, em 1866.

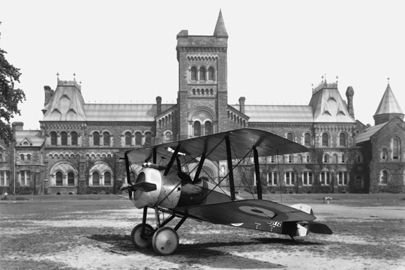
Um Sopwith Camel no campus da universidade em 1918, durante a Primeira Guerra Mundial.

Estabelecido em 1878, a Escola de Ciências Práticas foi o precursor da Faculdade de Ciências Aplicadas e Engenharia, apelidada de Skule desde os seus primeiros dias. Embora a Faculdade de Medicina fora inaugurada em 1843, o ensino da medicina foi conduzido em escolas terciárias afiliadas entre 1853 e 1887, quando a faculdade absorveu a última delas, a Toronto School of Medicine, com as provas organizadas, e os certificados de medicina dados, pela Universidade de Toronto em si. A Universidade de Toronto inaugurou a Faculdade de Direito em 1887, seguida pela Faculdade de Odontologia em 1888, quando a Faculdade Real de Cirurgiões Odontológicos de Ontário tornou-se uma afiliada da universidade. Mulheres foram aceitas para a universidade pela primeira vez em 1884.
Um incêndio em 1890 destruiu muito do University College, bem como 33 mil volumes da biblioteca, mas a Universidade de Toronto restaurou a universidade à sua condição original, e o estoque da biblioteca em dois anos. Nas próximas duas décadas, um sistema de administração descentralizado foi gradualmente adotado pela Universidade de Toronto à medida que esta gradualmente formou uma federação com várias faculdades eclesiais, incluindo a Trintiy College em 1904. A Universidade de Toronto operou o Royal Conservatory of Music entre 1896 e 1991, e o Royal Ontario Museum entre 1912 e 1968; ambas as instituições ainda possuem laços estreitos com a universidade, mesmo sendo atualmente instituições independentes. A University of Toronto Press, criada em 1901, foi a primeira editora universitária no Canadá. Em 1910, a Faculdade de Educação inaugurou sua escola e laboratório, as Escolas da Universidade de Toronto.

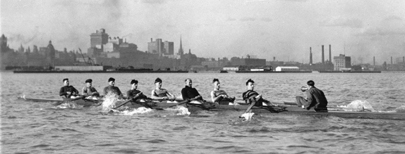
A equipe de remo da Universidade de Toronto treinando no Toronto Harbour para os Jogos Olímpicos de Verão de 1924, vencendo prata para o Canadá.

A Primeira e a Segunda Guerras Mundiais diminuíram atividade na universidade, à medida que homens se alistavam para serviço militar, competições atléticas interuniversitárias e os debates da Hart House foram suspensos, embora exibições e jogos interfacultativos foram realizados. O Observatório David Dunlap em Richmond Hill foi inaugurado em 1935, seguido pelo Instituto de Estudos Aeroespaciais da Universidade de Toronto em 1949. A universidade inaugurou câmpi regionais em Scarborough (em 1964) e em Mississauga (em 1967). Criada em 1959 como uma subsidiária, a Universidade York tornou-se uma instituição independente em 1965. Reduções de fundos governamentais a partir da década de 1980 fez com que a Universidade de Toronto aumentasse seus programas de doações. A Universidade de Toronto foi a primeira universidade canadense cujo teto financeiro superou a marca de um bilhão de dólares canadenses.

## Geografia

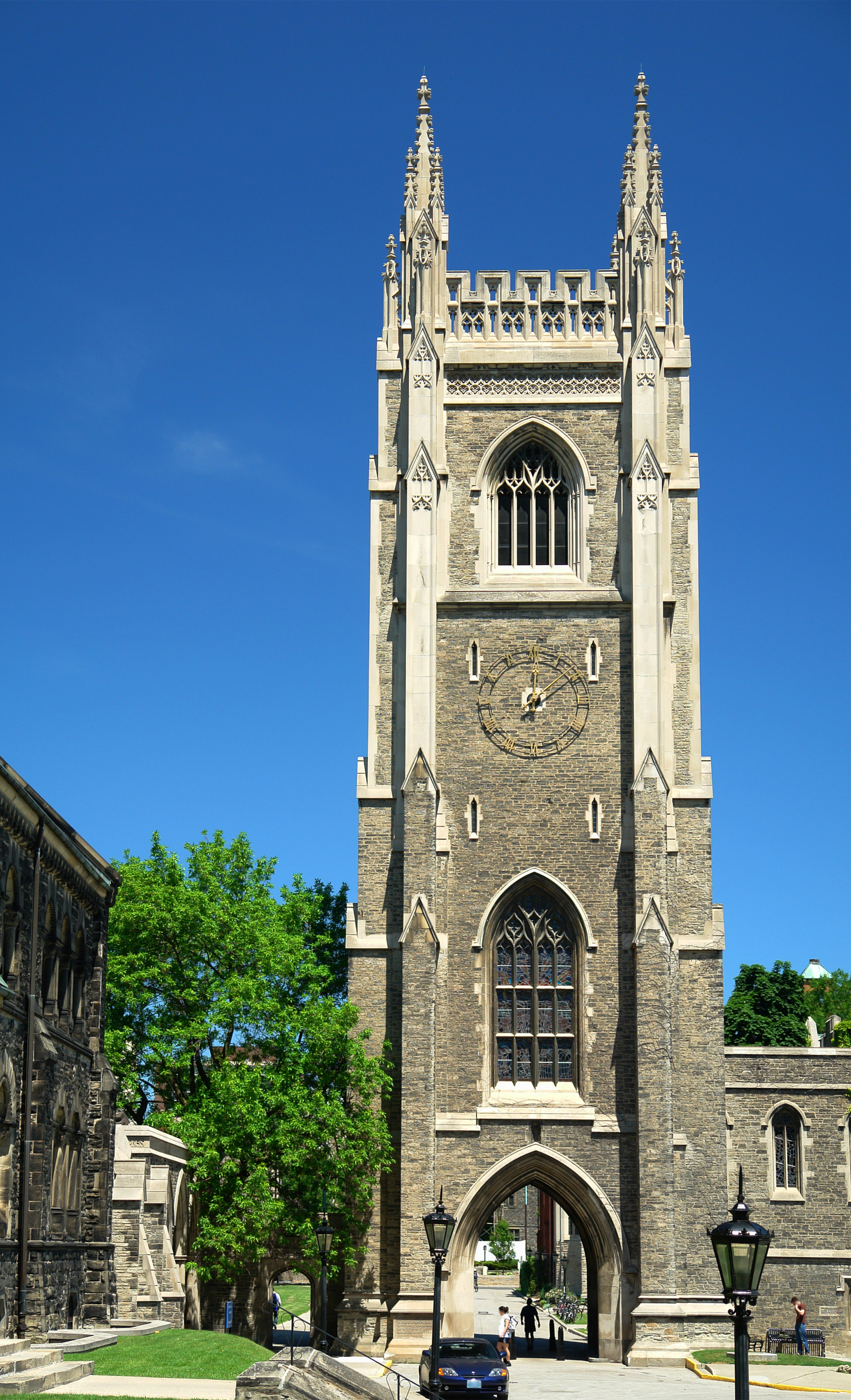
Memorial aos alunos mortos durante as Guerras Mundiais.

A Universidade de Toronto localiza-se dois quilômetros ao norte do Financial District, um bairro localizado no Centro de Toronto, e imediatamente ao sul dos bairros de Yorkville e The Annex. O campus da universidade ocupa cerca de 71 hectares e é limitado pela Bay Street a leste, Bloor Street ao norte, Spadina Avenue ao oeste, e pela College Street ao sul. Porém, a universidade possui vários outros estabelecimentos fora deste quadrante no centro da cidade. Dentro do quadrante localiza-se um enclave, o Queen's Park, no qual o Prédio Legislativo de Ontário e outros monumentos históricos estão localizados. O quadrante é bastante arborizado, e possui vários jardins, formando uma região distinta de parque urbano dentro do centro da cidade. A University Avenue recebeu este nome em homenagem à universidade, sendo um boulevard cerimonial e uma avenida arterial entre Queen's Park e Front Street. A universidade é bem servida pelo Toronto Transit Commission, com cinco estações de metrô (Spadina, St. George, Museum, Queen's Park e Bay), e várias linhas de ônibus e bonde.
A arquitetura dos edifícios da Universidade de Toronto é definida por uma combinação de edifícios românicos e neo-góticos nas partes ocidentais e centrais do campus, a maior parte dos quais inaugurada entre 1858 e 1929. O coração tradicional do campus, conhecida como Front Campus (campus Frontal) está localizada próximo ao centro geográfico do campus, em uma área verde oval cercada pelo King's College Circle. O edifício principal do campus é o principal edifício da University College, construída em 1857, sendo uma mistura eclética de elementos das arquiteturas românicas de Richardson e normanda. O edifício, desenhado por Frederick William Cumberland, gerou elogios de visitantes europeus da época: "Eu confesso que, até que cheguei em Toronto, que não sabia que uma espécie de arquitetura tão magnífica existia no continente americano", disse Lorde Dufferin, durante uma visita em 1872. O edifício foi declarado um Sítio Histórico Nacional do Canadá em 1968.
Construída em 1907, o Convocation Hall é conhecido por sua cópula e por sua rotunda de pilares. Sua função principal é abrigar as cerimônias anuais de convocação, embora também sirva como local de eventos acadêmicos e sociais ao longo do ano. Os edifícios de arenito da Knox College epitomizam o desenho gótico colegial do continente norte-americano, com seus claustros característicos em torno de sua corte.

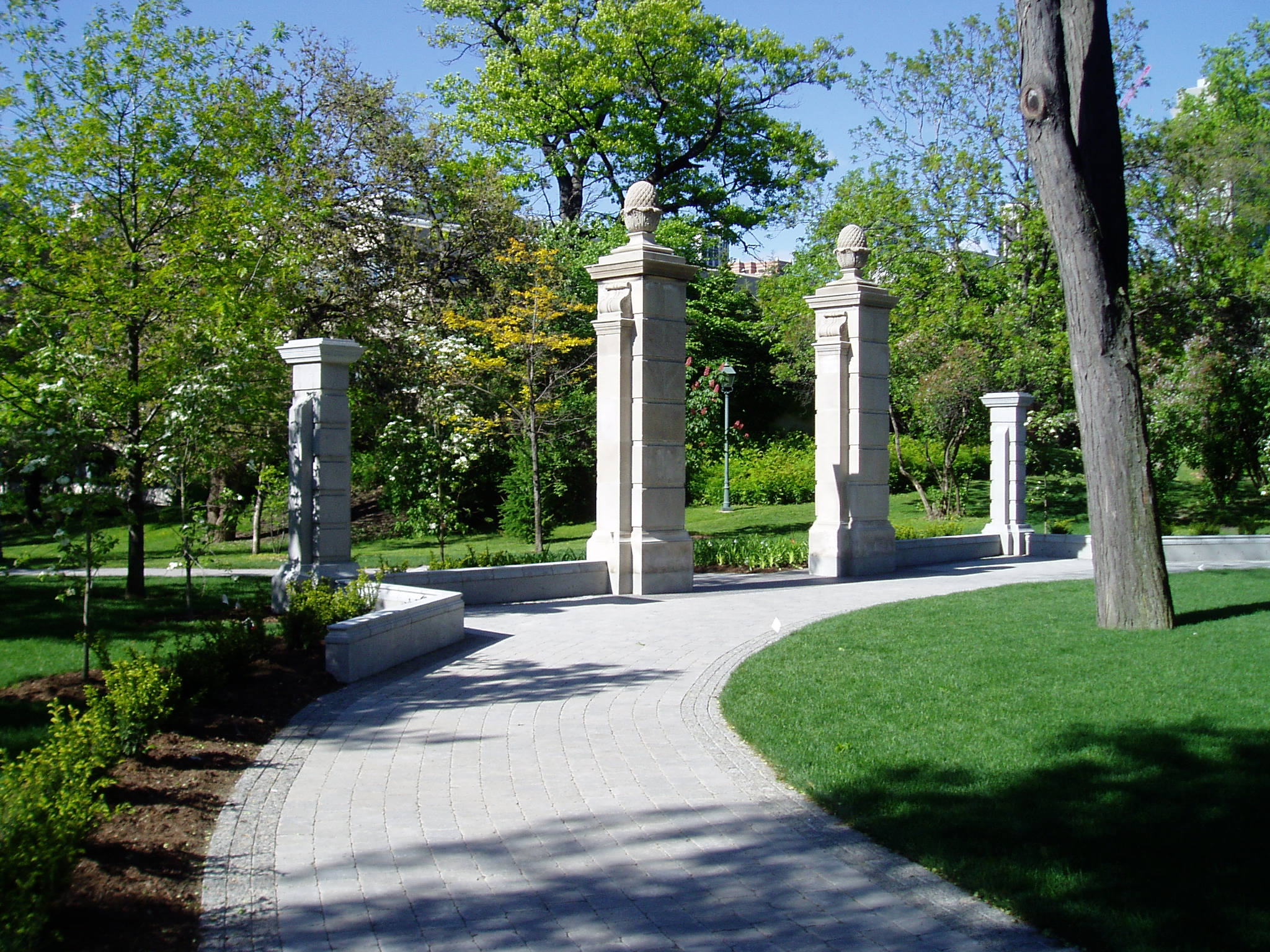
Pilares de pedra do Bennet Gates marcam a entrada meridional do Philosopher's Walk.

O jardim do nordeste abriga o Hart House, um centro estudantil de arquitetura neo-gótica. O edifício é conhecido por suas grandes janelas coloridas e uma longa citação de Areopagitica de John Milton, que está inscrito nas paredes do edifício. O adjacente Soldier's Tower possui 43,6 metros de altura é a estrutura mais proeminente, contendo nomes de membros da universidade que pereceram nas duas guerras mundiais. O edifício abriga um carrilhão de 51 sinos, que é tocado em ocasiões especiais como Dia da Lembrança e em convocações. O edifício mais antigo ainda existente no campus é o edifício do antigo Observatório Magnético e Meteorológico de Toronto, construído em 1855. A norte da University College localiza-se o principal edifício da Universidade de Trinity College, de arquitetura estilo Tudor jacobethan, enquanto que sua capela foi construída utilizando arquitetura gótico perpendicular, estilo de Giles Gilbert Scott. As paredes externas da capela foram feitas de calcário, com o interior feito com mármore de Indiana, construída por stonemasons italianos, utilizando métodos de construção da antiguidade. Philosopher's Walk é um caminho cênico ao longo de um riacho arborizado, conectando Trinity College, Varsity Arena, e a Faculdade de Direito. Universidade Victoria está localizada no lado oriental de Queen's Park, centralizada em um edifício românico construída em arenito vermelho e calcário cinza.
Desenvolvido após a Segunda Guerra Mundial, o lado ocidental do campus consiste primariamente de edifícios de arquitetura moderna e internacionalistas, que contém laboratórios e oficinas de faculdade. O exemplo mais significante de arquitetura brutalista no mundo é a Biblioteca Robarts, construída em 1972, que contém pódios elevados, uso extensivo de desenhos triangulares, e uma estrutura de concreto de 14 andares, acima de um campo arborizado de espaço aberto. O Leslie L. Dan Pharmacy Building, da Faculdade de Farmácia, foi inaugurada em 2006, exibindo um estilo moderno de vidro e aço, desenhada pelo arquiteto britânico Norman Foster.

## Administração e faculdades (colleges)

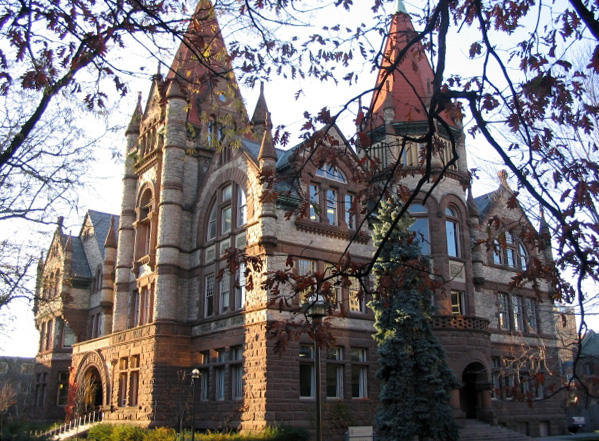
Old Vic, o principal prédio da Universidade Victoria, é um exemplo da arquitetura Romanesca.

A Universidade de Toronto é, por tradição, uma instituição descentralizada, com autoridade dividida entre a administração central, faculdades acadêmicas e faculdades (colleges). O Conselho Governante é órgão legislativo, unicameral, que é responsável pela administração de negócios acadêmicos gerais, financiais e institucionais. Antes de 1971, a universidade era administrada utilizando um sistema bicameral, composto por um conselho de governadores e o senado universitário. O chancellor, geralmente um ex-governador geral, também chamado de premier ou diplomata, é o chefe cerimonial da universidade. O presidente é escolhido pelo conselho como chefe executivo.
Ao contrário da maioria das universidades da América do Norte, a Universidade de Toronto é uma universidade descentralizada, mais similar em estrutura com universidades britânicas como Cambridge, Durham, e Oxford. As faculdades possuem autonomia substancial em admissões de estudantes, bolsas de estudos, programas e outros negócios acadêmicos e financeiros, além de apartamentos para estudantes e responsabilidades sociais típicas de colégios residenciais. Este sistema emergiu no século XIX, à medida que faculdades eclesiológicas consideraram várias formas de união de modo a assegurar sua viabilidade e sobrevivência. O desejo de preservar tradições religiosas dentro de uma instituição secular resultou no modelo descentralizado federativo que agora caracteriza a universidade.

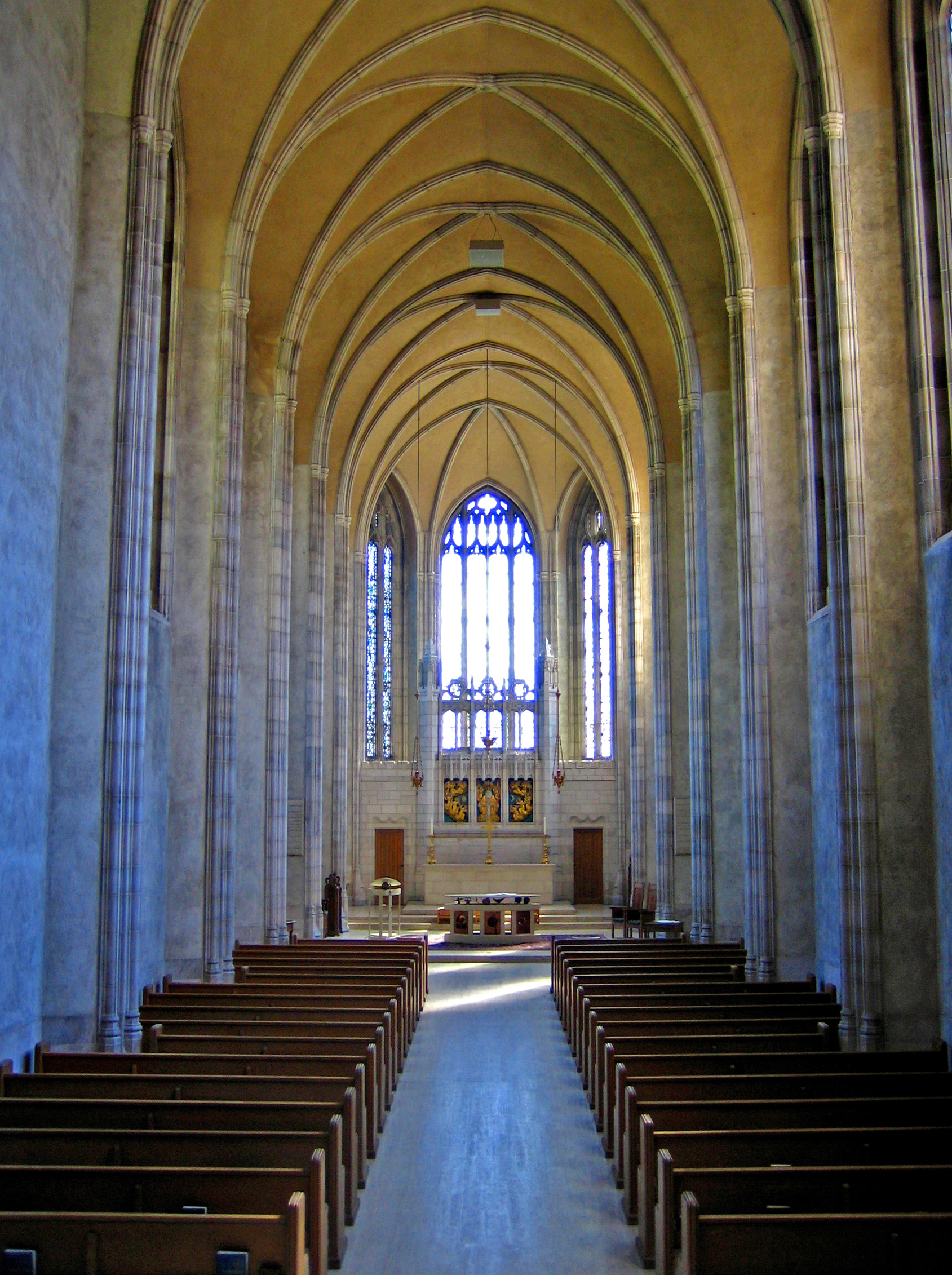
A capela da Trinity College reflete sua herança anglicana.

O University College foi a faculdade inaugural sem denominação, criada em 1853 apَós a secularização da universidade. Knox College, uma instituição presbiterianista, e Wycliffe College, um seminário da igreja baixa, ambas encorajaram seus estudantes a estudar para graus não-religiosos, na University College. Em 1885, ambas formaram uma afiliação formal com a Universidade de Toronto, tornando-se faculdades federais em 1890. A ideia de federação recebeu inicialmente forte oposição no Universidade Victoria, uma escola metodista em Cobourg, mas um incentivo financeiro em 1890 convenceu a escola a afiliar-se com a Universidade de Toronto. Décadas após a morte de John Strachan, o seminário anglicano de Universidade de Trinity College entrou na federação em 1904, seguida pela Universidade de St. Michael's College em 1910, uma faculdade católica fundada pela Congregação de São Basílio. Instituições que consideraram federação com a Universidade de Toronto mas optaram por independência incluem a Universidade McMaster, uma escola batista que moveria-se posteriormente para Hamilton, e Queen's College, uma escola presbiteriana em Kingston, antecessor da atual Universidade Queen's.
Durante a era pós-guerra, foram fundadas o New College em 1962, a Innis College em 1964, e a Woodsworth College em 1974, todas elas sem denominação. Estas três faculdades, em conjunto com a University College, compõem as faculdades constituintes da universidade, que são diretamente financiadas pela administração central da Universidade de Toronto, e portanto, financialmente dependentes. Masey College foi estabelecido em 1963 pela Fundação Massey como uma faculdade exclusivamente para estudantes graduados. Regis College, um seminário jesuita, entrou em federação com a universidade em 1979.
Em contraste com as faculdades constitucionais, as faculdades de Knox, Massey, Regis, St. Michael's, Trinity, Victoria e Wycliffe continuam a existir como entidades legalmente distintas entre si, cada uma possuindo orçamentos financeiros independentes da administração central ou uma das outras. St. Michael's, Trinity e Victoria continuam a reconhecer suas afiliações e sua história religiosa, embora tenham adotado políticas seculares de aceitamento de estudantes, e programas acadêmicos sem divindade. Algumas faculdades tem, ou tiveram, estruturas colegiais próprias: a Emmanuel College é uma faculdade da Victoria College, e St. Hilda's College, da Trinity College; enquanto que St. Joseph's College era anteriormente uma faculdade dentro de St. Michael's até sua dissolução m 2006. Ewart College era uma faculdade afiliada até 1991, quando foi fundida com a Knox College. As faculdades de Knox, Regis e Wycliffe, junto com as faculdades divinais de Emmanuel, St. Michael's e Trinity, conferem graus graduados de teologia como membros da Escola de Teologia de Toronto.

## Academia

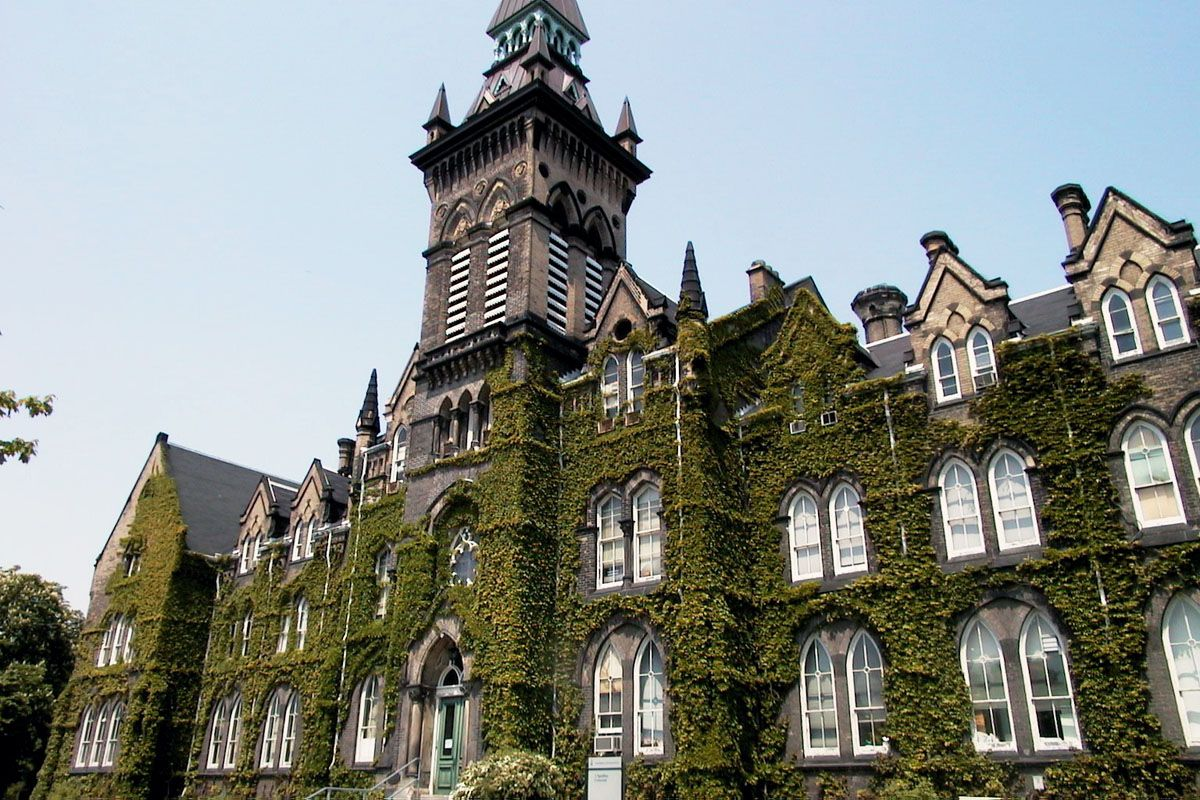
O departamento de artes da Faculdade de Artes e Ciências da Universidade de Toronto.

A Faculdade de Artes e Ciências é a principal facilidade de graduação (undergraduation) da Universidade de Toronto, e administra a maioria dos cursos no sistema de faculdades. Enquanto que as faculdades da Universidade de Toronto não são totalmente responsáveis pelas responsabilidades de ensino, a maioria delas possuem programas acadêmicos e leituras especializadas. Entre outros tópicos, a Trintiy College é associada com programas em relações internacionais, enquanto que a University College está associada como estudos do Canadá, o Victoria College com estudos do Renascimento, o Innis College com filmografia, o New College com estudos de sexo, o Wookdsworth College com relações de trabalho, e a St. Michael's College com Medievalismo.
A Faculdade de Ciências Aplicadas e Engenharia é outra faculdade que permite entrada direta do ensino médio; outros programas de graduação em outras faculdades admitem estudantes via segunda entrada. Programas de pós-graduação em artes e ciências são administrados pela Escola de Estudos Graduados.
O Ontario Institute for Studies in Education é a Faculdade de Educação da Universidade de Toronto. É afiliada com os dois laboratórios escolares, o Institute of Child Study e o University of Toronto Schools. Institutos autônomos da universidade incluem o Canadian Institute for Theoretical Astrophysics, the Pontifical Institute of Mediaeval Studies and the Fields Institute.

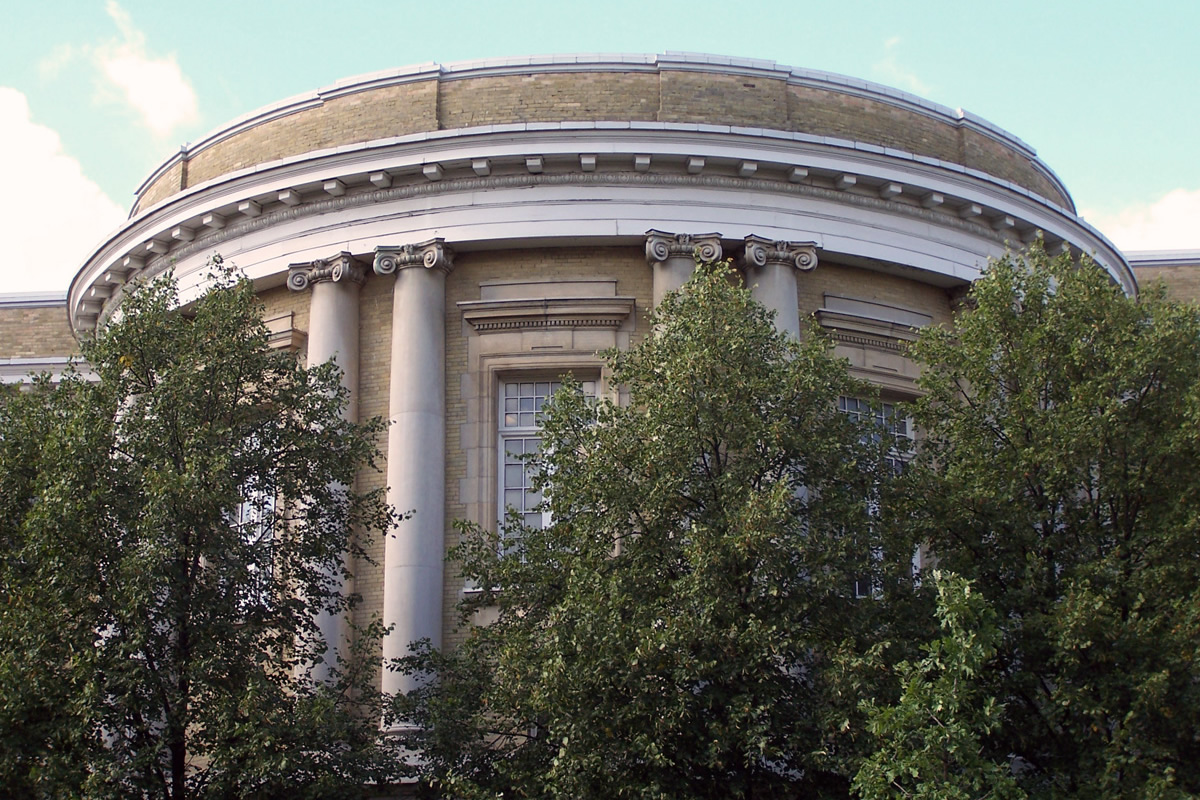
O Sandford Fleming Building contém oficinas da Faculdade de Ciências Aplicadas e Engenharia.

A Universidade de Toronto é sede de uma escola de pensamento influente sobre teoria da comunicação e criticismo teórico, conhecido como a Escola de teoria de comunicação de Toronto. A Escola é descrita como a “teoria da primacia da comunicação na estruturação das culturas humanas e da estruturação da mente humana.” Com os trabalhos de Eric A. Havelock e Harold Innis, a Escola de teoria de comunicação de Toronto tornou-se proeminente, com as contribuições de Edmund Snow Carpenter, Northrop Frye e Marshall McLuhan, que cunharam as expressões “o meio é a mensagem” e “vila global”. Desde 1963, o McLuhan Program in Culture and Technology encarrega-se de ensinar e avançar a Escola de Toronto.
O Munk Centre for International Studies fornece programas de graduação e pós-graduação, centralizados em estudos internacionais. À medida que a Guerra Fria se intensificou, o programa de estudos eslávicos evoluiu em uma instituição proeminente sobre política e economia soviética, financiada pelas fundações Rockfeller, Ford e Mellon. O Munk Centre também abriga o G8 Research Group, que conduz análise e monitoramento independente sobre o G8 e seus encontros anuais. O Trudeau Centre for Peace and Conflict Studies ensina métodos qualitativos e quantitativos sobre política estrangeira e causas de conflito.
A Faculdade de Medicina é afiliada com uma rede de dez hospitais de ensino médico, fornecendo tratamento médico, pesquisas e serviços de consultoria para pacientes e clientes canadenses e internacionais. O University Health Network consiste do Toronto General Hospital, que especializa-se em cardiologia e transplantes de órgãos; Princess Margaret Hospital, dedicado à oncologia, e sede do Ontario Cancer Institute, e Toronto Wester Hospital, que centraliza-se em neurologia e saúde do sistema locomotor. O Hospital for Sick Children é o centro pediátrico da cidade, que especializa-se no tratamento de doenças e traumas infanto-juvenis. Outras insituições afiliadas com a Faculade de Medicina incluem Bloorview Kids Rehab, Baycrest Centre for Geriatric Care, the Centre for Addiction and Mental Health, Hospital Mount Sinai, St. Michael's Hospital, Sunnybrook Health Sciences Centre, Toronto Rehabilitation Institute e Women's College Hospital. Os médicos empregados pela Universidade também trabalham nestas instituições.
Várias obras notáveis de artes e humanidades estão baseadas na Universidade de Toronto, incluindo o Dictionary of Canadian Biography desde 1969. O Records of Early English Drama coleta e edita documentos e evidências de artes da Inglaterra pré-puritana, enquanto que o Dictionary of Old English compila definições de vocabulário da língua inglesa antiga, do período anglo-saxônico.
| - Faculdade de Ciências Aplicadas e Engenharia - Faculdade de Música - Faculdade de Enfermaria - Faculdade de Farmácia - Faculdade de Educação Física e Saúde | - Faculdade de Arquitetura, Paisagismo e Design - Faculdade de Odontologia - Faculdade de Engenharia Florestal. - Faculdade de Informação - Faculdade de Direito - Faculdade de Medicina | - Ontario Institute for Studies in Education - Escola de Saúde Pública - Escola de Administração Pública - Rotman School of Management - Faculdade de Trabalhos Sociais - Escola de Toronto de Teologia |

### Bibliotecas

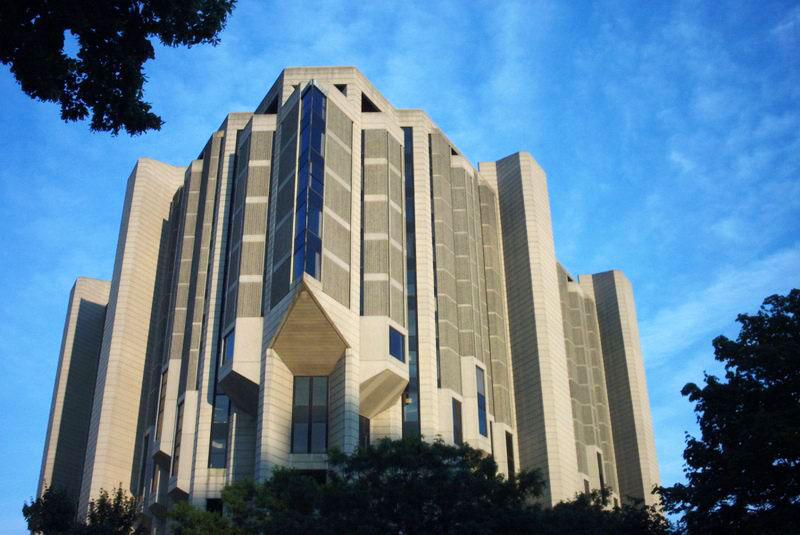
A Biblioteca Robarts abriga a principal coletânea de material da ciências sociais da universidade.

As Bibliotecas da Universidade de Toronto formam o quarto maior sistema de bibliotecas acadêmicas da América do Norte, atrás da Harvard, Yale e Universidade de Califórnia em Berkeley, medidos pelo número de volumes abrigados. A coleção das bibliotecas da Universidade de Toronto inclui mais de 10 milhões de volumes impressos, 5,4 milhões de microfilmes, 70 mil títulos seriados e um milhão de mapas, filmes, gráficos e gravações de som. A maior biblioteca da universidade, a Biblioteca Robarts, possui cerca de 5 milhões de impressos, que constitui a principal coletânea de material sobre ciências sociais. A Biblioteca Thomas Fisher Rare Book é um dos maiores repositórios de livros e manuscritos raros do mundo, sendo que sua coleção varia entre papiros do Antigo Egipto a incunábulos e libretos; esta biblioteca centraliza nas literaturas britânica, europeia e canadense, Aristóteles, Charles Darwin, a Guerra Civil Espanhola, as histórias da ciência e livro. A maioria do restante do material estão dispersos em bibliotecas específicas a um certo departamento e faculdade, bem como 1,3 milhões de materiais impressos que são administrados pelas faculdades. A universidade colaborou com o Internet Archive desde 2005 para digitalizar alguns de seus materiais impressos.
Dentro da University College, o Centro de Artes da Universidade de Toronto contém três coleções de artes primárias. A Coleção Malcove é representada primariamente por esculturas, porcelana, móveis, e outros itens artísticos do início do cristianismo e do Império Bizantino. Também inclui itens do período greco-romano, e a pintura Adão e Eva por Lucas Cranach, de 1538. A Coleção Universidade de Toronto contém obras de arte canadense contemporânea, enquanto que a Coleção de Arte da University College contém vários trabalhos significativos do Grupo dos Sete e de artistas paisagísticos do século XIX.

## Reputação
No Academic Ranking of World Universities, a Universidade de Toronto é a 24a maior do mundo, sendo 21 em engenharia e ciência da computação, 27a em medicina, 34a em ciências naturais e matemática, 48 em ciências da vida e agrícolas, e 51–76 em ciências sociais. O Times Higher Education posiciona a Universidade de Toronto como a 41a do mundo, sendo a nona melhor do mundo em ciências naturais, 10a em tecnologia, 11a em artes e humanidades, 13a em ciências da vida e biomedicina, e 16a em ciências sociais. A Universidade de Toronto é uma das cinco no ranking que está no top 16 em toda categoria analisada. No ranking global da Newsweek de 2006, a Universidade de Toronto foi avaliada com a 18a melhor do mundo, sendo 9a entre as universidades públicas, e a quinta melhor do mundo for a dos Estados Unidos. A universidade foi avaliada como a 11a melhor do mundo na 2009 Performance Ranking of Scientific Papers. Em 2009, a Universidade de Toronto recebeu um B- (70–73%) sobre sustentabilidade ambiental, do Sustainable Endowments Institute.
A Universidade de Toronto foi avaliada como sendo a melhor universidade médica-doutoral do país, por 12 anos consecutivos, entre 1994 e 2005. Desde 2005, a Universidade de Toronto, em conjunto com outras 22 instituições de ensino superior canadenses, decidiu não ceder informações à revista (que são utilizadas para avaliar a instituição em questão), citando preocupações quanto a metodologia utilizada pela revista. A Macleans mesmo assim avalia estas instituições (utilizando pesquisa própria e dados de terceiros) sendo que a Universidade de Toronto, no quesito médico-doutoral, foi avaliada como a segunda melhor do país, empatada com a Universidade Queens. Em 2009, a Faculdade de Direito da Universidade de Toronto foi escolhida com sendo a melhor do país, pelo terceiro ano consecutivo, sendo primeiro nos quesitos empregatícios por uma firma de direito de elite, no emprego do corpo docente, e de citações provenientes do corpo docente, segundo em empregos na Corte Suprema, e quinto em abrangência nacional.

## Pesquisa
Desde 1926, a Universidade de Toronto é um membro da Associação de Universidades Americanas, um consórcio das melhores universidades de pesquisa da América do Norte. A universidade possui facilmente o maior orçamento anual entre todas as universidades do país, sendo de 845 milhões de dólares canadenses em 2008, incluindo doações. O governo federal é o maior fornecedor, fornecendo fundos via Canadian Institutes of Health Research, Natural Sciences and Engineering Research Council e Social Sciences and Humanities Research Council, correspondendo a cerca de um terço do orçamento annual de pesquisa da universidade. Cerca de 8% do orçamento de pesquisa foi fornecida por corporações, a maioria atuando na indústria da saúde.

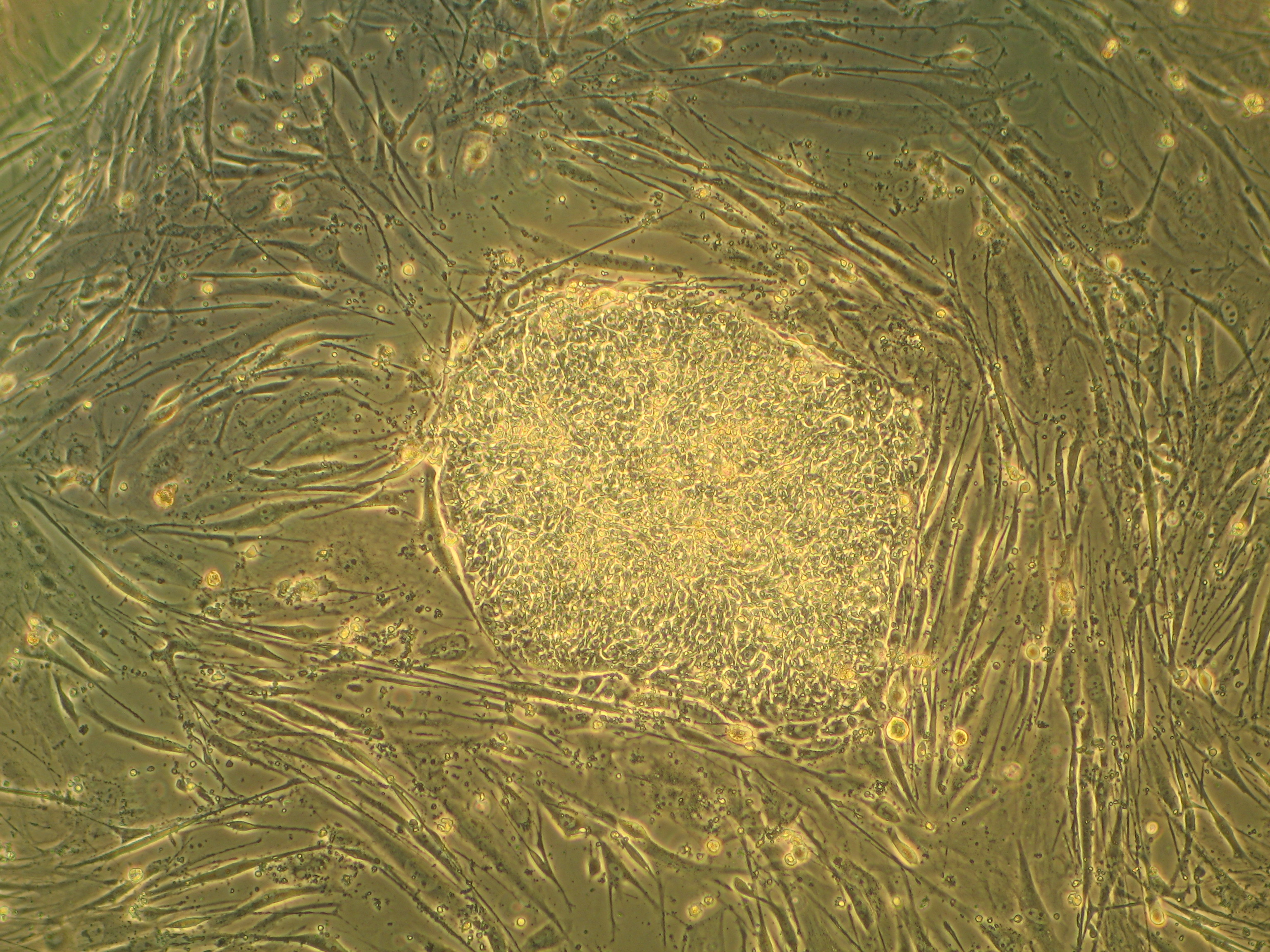
A descoberta de células-tronco por Ernest McCulloch e James Till formou a base de todas as pesquisas modernas atuais sobre o assunto.

O primeiro microscópio eletrónico foi construído no departamento de física da Universidade de Toronto em 1938. Durante a Segunda Guerra Mundial, a universidade desenvolveu o G-suit, uma roupa salva-vidas vestido por pilotos Aliados, e posteriormente adotado por astronautas. O desenvolvimento da quimioluminiscência infravermelha produziu melhorias na análise de reações químicas. Em 1972, estudos do Cygnus X-1 levaram à publicação da primeira evidência observacional de buraco negros. Astrônomos da Universidade de Toronto também descobriram os satélites Calibã e Sycorax de Urano, as galáxias anãs Andromeda II e III (galáxias-satélites da Andrômeda I), bem como a supernova SN 1987A. Um pioneiro na tecnologia da computação, a universidade desenhou e construiu o UTEC, um dos primeiros computadores, e depois comprou “Ferut”, o segundo computador comercial, após UNIVAC I. A tecnologia multi-touch foi desenvolvida na Universidade de Toronto, com aplicações variando entre PDAs a paredes de colaboração. O Citizen Lab conduz pesquisas em censura na Internet, como um dos fundadores da OpenNet Initiative.
A descoberta da insulina na Universidade de Toronto em 1921 é considerada um dos eventos mais significantes da história da medicina. A existência das células-tronco foi descoberta na universidade em 1963, formando a base para o transplante de medula óssea, e todas as pesquisas subsequentes sobre célula-tronco adultas e embriônicas. Esta foi uma das primeiras descobertas sobre células-tronco na universidade, que inclui a identificação das células-tronco do pâncreas e da retina. A célula-tronco cancerígena foi identificada em 1997 por pesquisadores da universidade, que posteriormente associaram células-tronco com leucemia, tumores cerebrais e câncer colorretal.
Invenções médicas feitas na Universidade de Toornto incluem o índice glicêmico, o cereal para bebês Pablum, o uso de hipotermia protetiva em cirurgia cardiovascular, e o primeiro marcapasso artificial. O primeiro transplante singular de pulmão foi feito em Toronto em 1981, seguido pelo primeiro transplante de nervos em 1988, e o primeiro transplante de pulmão duplo em 1989. Pesquisadores identificaram fatores de maturação que regulam a divisão celular, e descobriram o receptor de células T, que estimulam o sistema imunológico. A universidade também é creditada com a isolação dos genes que causam a anemia Fanconi, a fibrose cística, e doença de Alzheimer, tipo cedo, entre outras numerosas doenças. Entre 1914 e 1972, a universidade operou o Connaught Medical Research Laboratories, atualmente parte da Sanofi-Aventis. Entre as pesquisas conduzidas no laboratório incluem o desenvolvimento da electroforese em gel.
A Universidade de Toronto suporta uma das maiores concentrações de firmas biotecnológicas. Mais de cinco mil pesquisadores residem a dois quilômetros da universidade, no Discovery District, conduzindo pesquisas no valor de um bilhão de dólares canadenses anuais. MaRS Discovery District é um parque de pesquisa que serve firmas comerciais e as pesquisas da Universidade de Toronto. Em 2008, a universidade revelou 159 invenções e possuía 114 empresas subsidiárias. O Consórcio SciNet da universidade opera o supercomputador mais poderoso do mundo for a dos Estados Unidos.

## Esportes

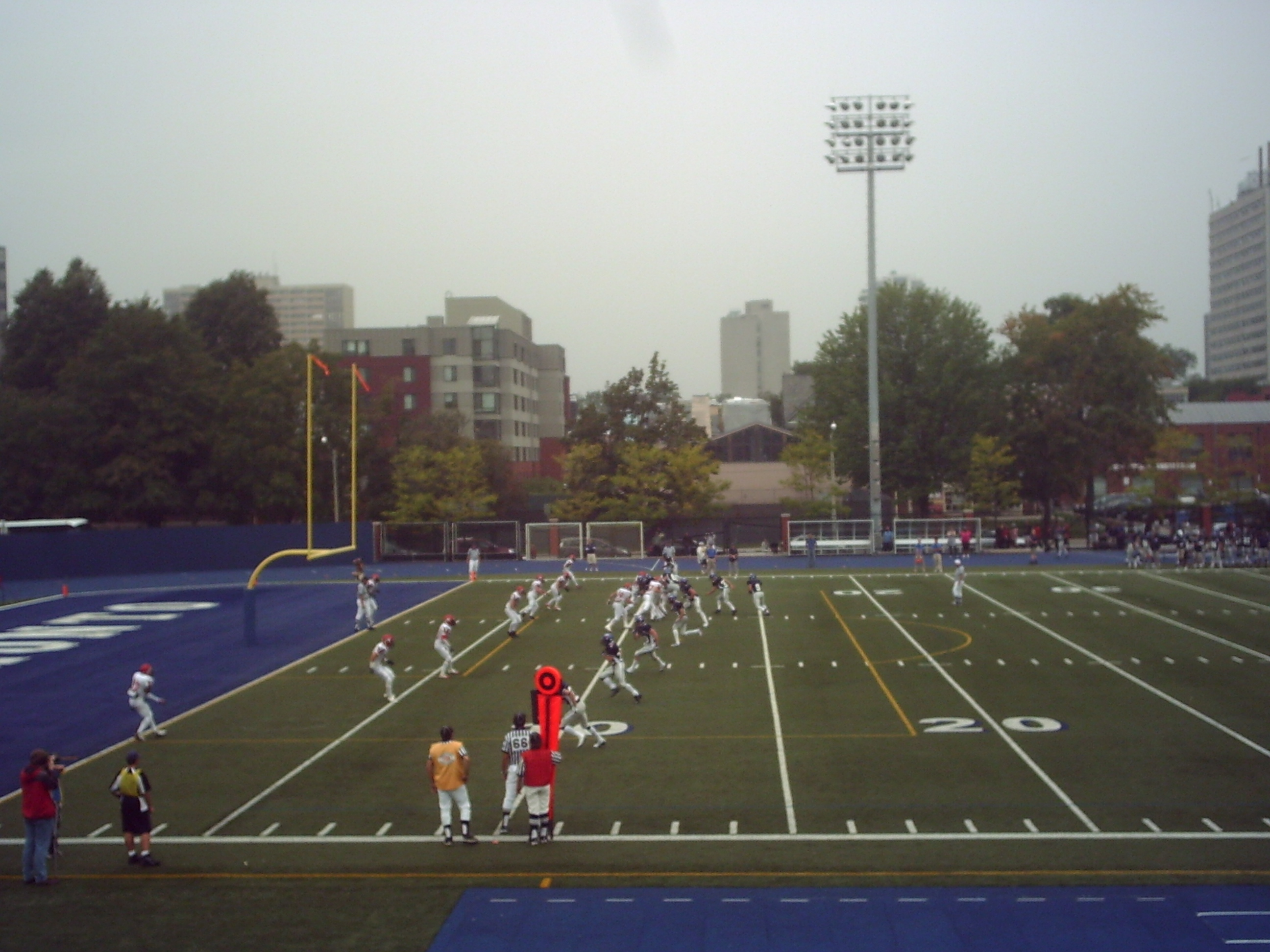
Equipe de futebol canadense do Varsity Blues contra o Lions da Universidade York no Varsity Arena.

As 44 equipes esportivas do Varsity Blues representam a universidade em competições intercolegiais. As duas principais ligas em que os Blues participam são o Canadian Interuniversity Sport em competições nacionais, e o Ontario University Athletics a nível provincial. O apelido atlético de “Varsity Blues” não foi consistentemente utilizado até a década de 1930, sendo que, anteriormente, referências como “Varsity”, “The Big Blue”, “The Blue and White” e “The Varsity Blue” também eram utilizadas. “The Blue and White” é uma música de guerra comumente tocado em jogos atléticos.
O futebol gridiron (do qual o futebol americano e o futebol canadense derivam-se) possui sua origem na Universidade de Toronto, com o primeiro jogo de futebol tendo sido feita na University College em 9 de novembro de 1861, contra a Universidade de Michigan, em um jogo que terminou em um empate sem pontos. Desde que as ligas intercolegiais começaram em 1898, os Blues venceram quatro campeonatos do Grey Cup, dois Vanir Cup, e 25 Yates Cup, incluindo todos campeonatos inaugurais destas. Porém, a equipe de futebol canadense da universidade tem enfrentado problemas desde que obteve seu último campeonato em 1993. Entre 2001 e 2008, os Blues sofreram o maior série de perdas na história esportiva colegial do país, recordando 49 jogos seguidos sem vitórias. Isto foi precedido por uma única vitória no campeonato de 2001, e 18 perdas consecutivas. O Varsity Stadium é a sede das equipes de futebol canadense e futebol por mais de um século, desde 1898.
Formado em 1891, a equipe de hóquei no gelo possui um extensivo legado a nível nacional, profissional e internacional. Conn Smythe jogou pelos Blues no centro, durante seus anos de graduação, e foi um técnico da equipe entre 1923 e 1926. Qunado Smythe assumiu comando do Toronto Maple Leafs em 1927, o design azul e branco do Varsity Blues foi adotado pela sua nova equipe. A equipe de hóquei no gelo do Blues competiu nos Jogos Olímpicos de Inverno de 1928, obtendo a medalha de ouro para o Canadá. Nos Jogos Olímpicos de Inverno de 1980, o técnico Tom Watt dos Blues serviu como co-técnico da equipe de hóquei no gelo canadense, no qual seis dos jogadores eram estudantes graduados do Varsity. A equipe de hóquei no gelo da universidade venceu o campeonato colegial do esporte, o University Cup dez vezes, mais do que qualquer outra instituição, sendo que o último campeonato vencido foi o de 1926.
A equipe de basquete venceu 14 títulos de conferência, incluindo o campeonato inauguram em 1909, mas não venceu nenhum campeonato a nível nacional. A equipe de natação masculina obteve a coroa nacional 16 vezes desde 1964, enquanto que a equipe de natação feminina, 14 vezes desde 1970. Estabelecido em 1897, a equipe de remo da Universidade de Toronto é a mais antiga do país, tendo obtido a medalha de prata para o Canadá nos Jogos Olímpicos de Verão de 1924, atrás da equipe da Universidade Yale.

## Cultura e vida estudantil

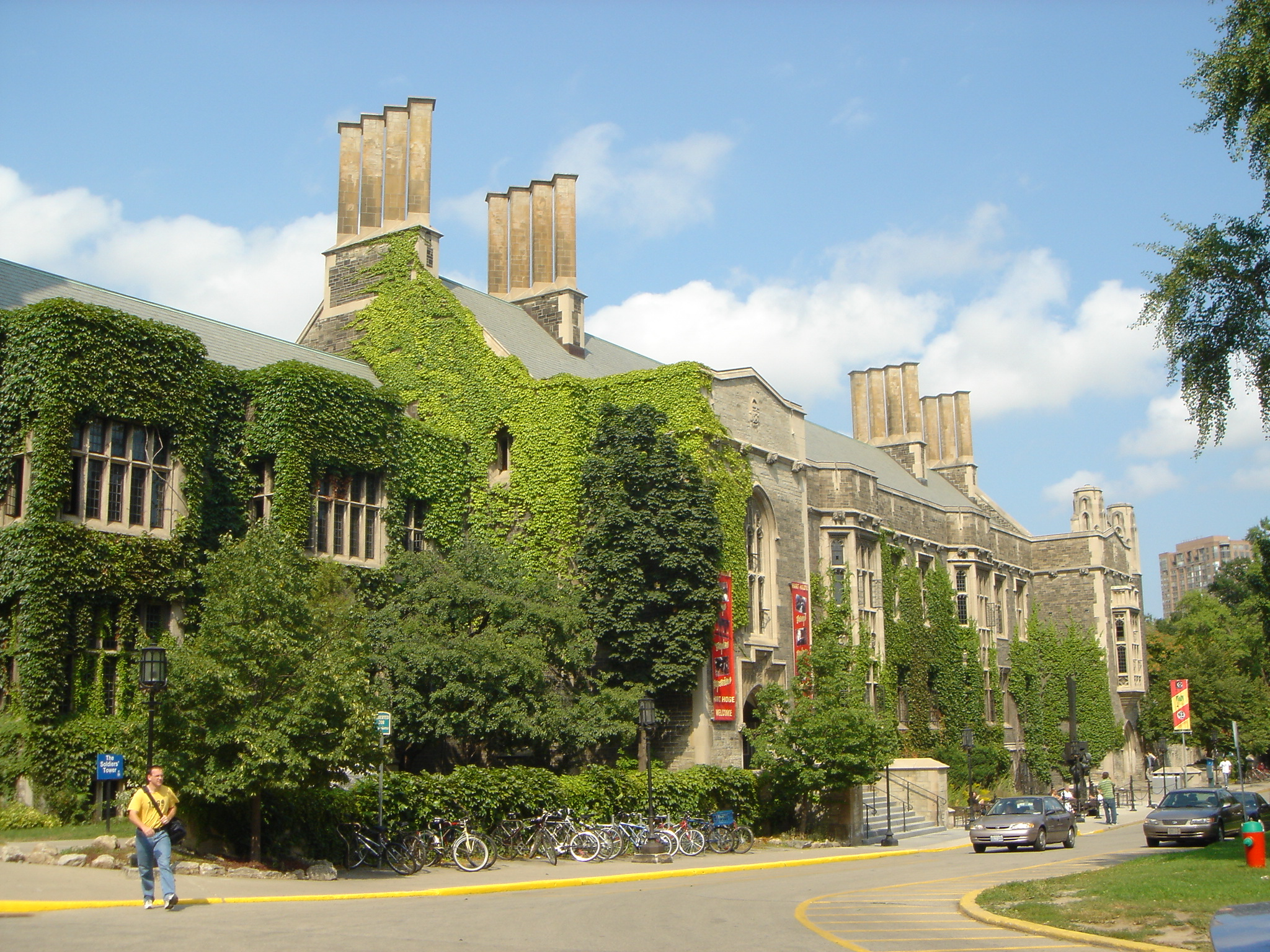
Gerações de estudantes atenderam oratórias, debates e concertos no Hart House,

No coração da vida social, cultural e recreacional da Universidade de Toronto está o Hart House, um centro estudantil de arquitetura neogótica que foi desenhado pelo Vincent Massey, e nomeado em homenagem ao avô do último, Hart Massey. Inaugurado em 1919, o complexo estabeleceu um espírito comunitário na universidade e seus estudantes, que à época permaneciam primariamente dentro de suas respectivas faculdades, sob o sistema descentralizado colegial. No Hart House, estudantes podem realizar várias atividades coloquiais em um só dia, na mesma estrutura, como ler em sua biblioteca, comer casualmente ou formalmente, cortar o cabelo, visitar sua galeria de artes, observar uma peça teatral, ouvir um concerto, observar ou juntar-se à debates, jogar bilhar e nadar. A confluência destas atividades variadas foi o resultado de esforços para criar uma experiência educacional holística, um objetivo sumarizado na Oração dos Fundadores. O modelo utilizado no Hart House foi uma influencia no planejamento de vários centros estudantis em outras universidades, notavelmente, o Willard Straight Hall, da Universidade de Cornell.
O Hart House possui alguns aspectos tradicionais de representação estudantil através de seu suporte financeiro de clubes estudantis, e do conselho de stewards que são compostos primariamente de estudantes de graduação. Porém, o principal grêmio estudantil da Universidade de Toronto, em relação à políticas administrativas e influência na universidade, é a União de Estudantes da Universidade de Toronto (University of Toronto Students' Union), composto por estudantes de graduação, e a União de Estudantes Graduados (Graduate Students' Union) para pós graduados, ambos com conselheiros no conselho governante da universidade. Corpos estudantis também existem nas várias faculdades, departamentos e facilidades acadêmicas da universidade.
O Clube de Debate do Hart House (Hart House Debating Club) possui um estilo de debate que combina a ênfase americana em análise e o uso britânico de esperteza. Outras sociedades de debates menores existem na Trinity, University e Victoria College, que têm servido como campo de treinamento para debatedores, que posteriormente progridem ao Hart House. The club won the World Universities Debating Championship in 1981 and 2006. A Sociedade das Nações Unidas abriga uma conferência anual do Modelo das Nações Unidas, além de participar de várias conferências na América do Norte e a nível mundial. A equipe de xadrez capturou o primeiro lugar no Campeonato Intercolegial de Equipes de Xadrez Pan-Americana. A equipe Fórmula SAE venceu os campeonatos estudantis europeus em 2003, 2005 e 2006.

### Fraternidades
A primeira fraternidade no Canadá, um ramo da Zeta Psi, foi estabelecida na Universidade de Toronto, em 1879. Visto que poucas universidades no século XIX eram consideradas comparáveis em reputação, idade e secularidade, com suas irmãs americanas, a maior parte das primeiras fraternidades americanas inauguraram seu primeiro ramo no Canadá na Universidade de Toronto, incluindo Phi Kappa Sigma, Delta Kappa Epsilon, Psi Upsilon, Alpha Delta Phi, Beta Theta Pi, Phi Kappa Pi, Sigma Nu, Alpha Gamma Delta, Alpha Omicron Pi e Lambda Chi Alpha. Uma sociedade secreta conhecida como o Episkopon operou na Trinity College desde 1858.

### Teatro e música

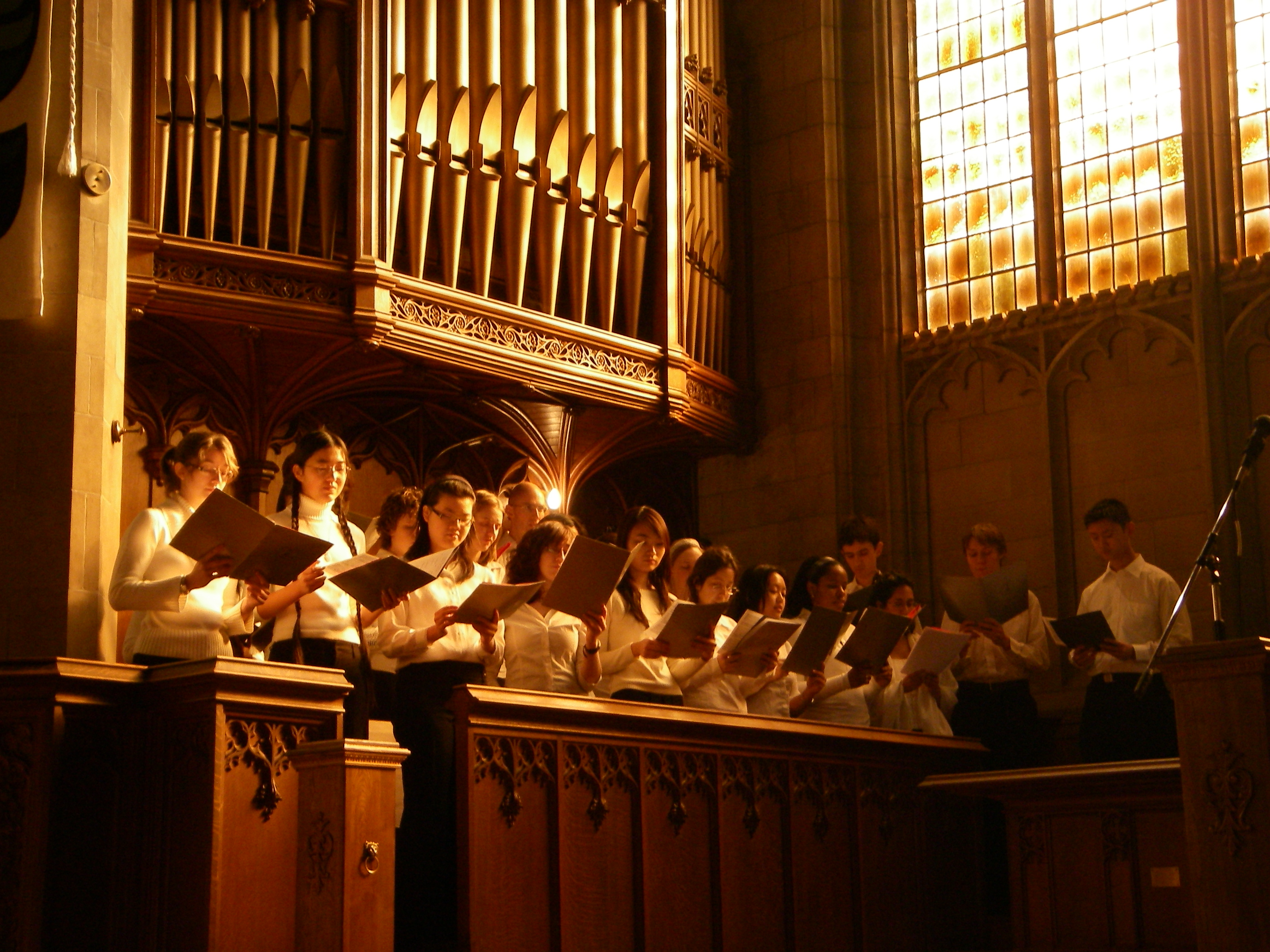
Luz do sol no Knox College Chapel durante um concerto de Natal do Skule Choir da Faculdade de Engenharia.

O Hart House Theatre é o teatro amador estudantil da universidade, produzindo no geral quatro peças por ano. Tão velha quanto o Hart House, o teatro é considerado um pioneiro no teatro canadense por introduzir o movimento pequeno teatro da Europa. O teatro produziu vários talentos, incluindo Donald Sutherland, Lorne Michaels, Wayne and Shuster e William Hutt. Três membros do Grupo dos Sete (Harris, Lismer e MacDonald) foram designers no teatro, e o compositor Healey Willan foi diretor de música por 14 produções. O teatro também abriga vários shows de variedade organizados por várias companhias de teatro estudantis, os mais proeminentes dos quais são o U.C. Follies da University College e Daffydil da Faculdade de Medicina, ambos em produção por mais de oito décadas.
A principal banda musical no Hart House são a orquestra, as cordas, o coro, o coro de jazz, a banda de jazz, e a banda sinfônica. Big bands e jazz vocal performam toda sexta-feira às noites em uma série de concertos chamada de Jazz at Oscar's. Open Stage é um evento mensal de open mic de música, comédia, poesia e contagem de histórias. O concerto de domingo é a série musical mais antiga no Hart House; desde 1922 a série performou mais de 600 concertos musicais clássicos no Great Hall, abertos de graça para o público em geral. O público também pode analisar eventos posteriores no meio-dia, quando concertos são recitados antes de serem formalmente lançadas.

## Comunicação estudantil

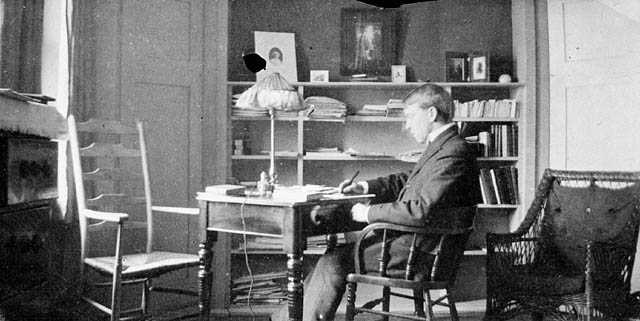
William Lyon Mackenzie King foi um estudante ativo durante seus anos de graduação.

O The Varsity é um dos jornais estudantis mais antigos do Canadá, publicado desde 1880. O jornal era originalmente escrito no formato padrão, diariamente, mas adotou posteriormente um formato compacto, e é atualmente publicado duas vezes por semana, com três números no verão. O Hart House Review, uma revista literária escrita por estudantes do Comitê de Literatura e Biblioteca do Hart House, publica prosas, poesias, obras de arte e fotografia de escritores e artistas emergentes. The Newspaper é um jornal comunitário estudantil, publicado desde 1978. CIUT-FM é a rádio universitária, propriedade e operada pelos estudantes da Universidade de Toronto. Estudantes em cada College e faculdade também produzem seus próprios jornais e publicações.
Membros da imprensa estudantil contribuíram para várias causas em várias ocasiões notáveis. No auge do debate da co-educação em 1880, o The Varsity publicou um artigo no seu número inaugural favorável à admissão de mulheres na universidade. Em 1895, a universidade suspendeu o editor da The Varsity por quebra de colegialidade, após o editor ter publicado uma carta que criticava duramente o afastamento de um professor da universidade pelo governo da província, e o envolvimento desta em matérias acadêmicas. Estudantes da University College então aprovaram uma moção pelo membro do Varsity William Lyon Mackenzie King, e boicotaram leituras por uma semana. Após Pierre Trudeau ter descriminalizado homossexualidade em 1969, um assistente de pesquisa médica colocou um comercial no The Varsity, buscando por voluntários para estabelecer a primeira associação homossexual do Canadá.

### Residências

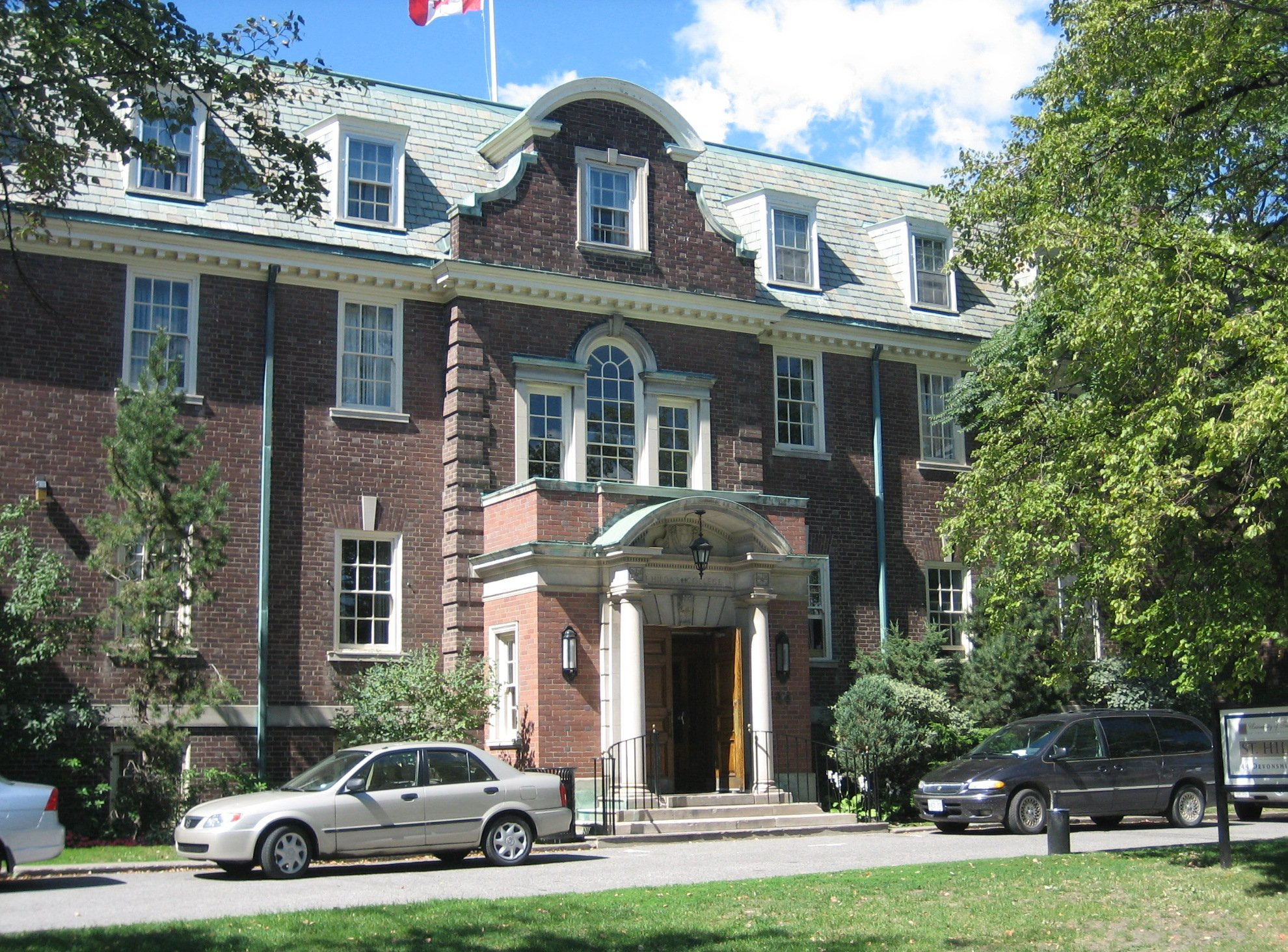
Embora tenha começado como um hall de mulheres, St. Hilda's College é atualmente coeducacional.

Cada college da Universidade de Toronto opera seus próprios dormitórios e bandejões, localizados em várias áreas diferentes do campus. As faculdades Trinity, Victoria, University, St. Michael's, New e Innis reservam a maior parte de seus dormitórios para estudantes de graduação da Faculdade de Artes e Ciências, reservando uma quota para estudantes das faculdades profissionais e de pós-graduação. O Masey College é exclusivamente para estudantes de pós-graduação, enquanto que as faculdades Knox e Wycliffe abrigam primariamente estudantes de pós-graduação de teologia. O Annesley Hall do Victoria College, um Sítio Histórico Nacional do Canadá, foi o primeiro dormitório universitário feminino. Desde que o St. Hilda's College tornou-se co-educacional em 2005, o Annesley Hall e o Loretto College, esta parte do St. Michael's College são os últimos dormitórios femininos remanescentes da universidade.
Como as residências da universidade acomodam apenas cerca de 6 400 estudantes, a universidade apenas garante residência para estudantes de graduação no primeiro ano de estudo, enquanto que estudantes veteranos e graduados residem fora do campus. Tradicionalmente, os bairros adjacentes de The Annex e Kensington Market são locais populares de residência para estudantes da universidade, resultando em enclaves distintos da cultura jovem. Em 2004, a universidade comprou e converteu um hotel próximo na “Residência Chestnut”, que abriga estudantes de todos as faculdades e departamentos acadêmicos. A universidade também possui várias casas de fraternidade e cooperativas residenciais, nos quais alugadores pagam aluguel reduzido, assumindo tarefas de manutenção.

## Pessoas notáveis

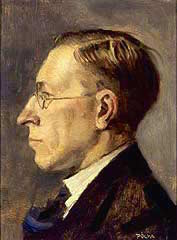
Sir Frederick Banting (1891–1941): M.B. 1916, M.D. 1922, membro da faculdade médica 1922–1941.

Além de Havelock, Innis, Frye, Carpenter e McLuhan, antigos professores do século passado incluem Frederick Banting, H. S. M. Coxeter, Robertson Davies, John Charles Fields, Leopold Infeld e C. B. Macpherson. Em 2006, 15 dos 23 (65%) membros canadenses na Academia de Artes e Ciências dos Estados Unidos e 20 dos 72 (28%) membros da Associação Americana para o Avanço da Ciência (28%) são provenientes da Universidade de Toronto. Entre 1980 e 2006, 11 dos 21 (51%) canadenses premiados com o Gairdner Foundation International Award, 44 dos 101 (44%) honrados com o Guggenheim Fellow, 16 dos 38 (42%) fellows do Royal Society, 10 dos 28 (36%) fellows da Academias Nacionais dos Estados Unidos, e 23 dos 77 (30%) fellows do Sloan Research, são membros do corpo docente da Universidade de Toronto.
Diversos alunos da Universidade de Toronto assumiram posições notáveis em várias especialidades e campos. No país, os governadores gerais Vincent Massey e Adrienne Clarkson, primeiros-ministros William Lyon Mackenzie King, Arthur Meighen, Lester B. Pearson e Paul Martin, e 14 membros da Suprema Corte, todos graduaram da universidade, enquanto que a nível internacional, alunos notáveis incluem Vaira Vike-Freiberga (Presidente da Letônia), Liu Chao-shiuan (Premier da República da China) e Noor Hassanali (Presidente do Trinidad e Tobago) graduaram na universidade. Em finanças, alunos notáveis incluem Peter Munk do Barrick Gold, Jim Balsillie do Research In Motion, e Jeffrey Skoll do eBay. Na literatura e comunicaçõe, alunos notáveis incluem Stephen Leacock, Margaret Atwood e Michael Ondaatje, diretores Arthur Hiller, Norman Jewison e David Cronenberg, jornalistas Malcolm Gladwell, Barbara Amiel e Peter C. Newman e o ator Raymond Massey.